# Vought F-8 Crusader
Il Vought F-8 Crusader (Crociato) fu il primo caccia navale nettamente supersonico. Il Crusader ebbe una lunga carriera prima in Vietnam, poi anche nella marina francese e nell'aeronautica militare filippina. Gli ultimi esemplari sono stati impiegati fino alla fine degli anni novanta ma negli Stati Uniti furono sostituiti dai Phantom II già negli anni sessanta e solo la versione da ricognizione rimase in servizio fino all'inizio degli anni ottanta.
La velocità massima si attesta su circa Mach 1,7 e l'armamento consta di 4 cannoni da 20 mm e 1 800 kg di carico bellico.

## Storia

### Sviluppo
Nel settembre del 1952 la US Navy emise una nuova specifica per un nuovo caccia supersonico imbarcato per sostituire i modelli precedenti come l'F7U Cutlass.
Il nuovo caccia avrebbe dovuto avere una velocità massima di Mach 1,2 a 30 000 piedi (9 150 m), una velocità di salita di 25 000 piedi al minuto (127 m/s) ed una velocità di atterraggio di non più di 100 miglia orarie (161 km/h).
I duelli aerei in Corea avevano dimostrato che le mitragliatrici da 12,7 mm usate sulla maggior parte dei caccia in servizio erano ormai insufficienti contro i nuovi MiG, quindi il nuovo caccia avrebbe dovuto essere armato con cannoni da 20 mm.
La Vought rispose proponendo il progetto V-383 realizzato dal gruppo diretto da John Russell Clark. Contemporaneamente venne presentato il progetto V-382, una versione da ricognizione.
I principali concorrenti erano il Grumman F-11 Tiger con motori General Electric J79, il McDonnell F3H Demon (da cui derivò il F-4 Phantom II) ed una versione navale del North American F-100 Super Sabre denominato Super Fury.
Nel maggio 1953 la US Navy scelse il progetto Vought ed il mese successivo ordinò tre prototipi siglati XF8U-1.
Il 25 marzo 1955 il prototipo con motori J57-P-4 da 4 630 kg a secco, 6 000 kg con postbruciatore, compí il primo volo con John Konrad ai comandi. L'aereo in questo primo volo superò la velocità del suono.
Il programma proseguì senza problemi rilevanti ed il 30 settembre 1955 volarono il secondo esemplare ed il primo F8U-1 di serie. La valutazione e lo sviluppo del nuovo aereo impegnarono il reparto sperimentale VX-3 sulla base di China Lake nel 1956. Il 14 aprile 1956 iniziarono le prove di lancio da catapulta sulla portaerei USS Forrestal.
Il 21 agosto 1956 il CDR "Duke" Windsor stabilì il nuovo primato mondiale di velocità con 1 015,428 miglia orarie (1 633,8 km/h) pilotando un F8U-1, superando il primato precedente di 822 miglia orarie (1 322,6 km/h) stabilito da un F-100 Super Sabre dell'USAF.
L'F8U entrò in servizio nel marzo 1957; poche settimane dopo fu pilotato dal futuro astronauta John H. Glenn dalla California a New York nel tempo record di 3 ore e 23 minuti, negli anni successivi vennero prodotte diverse versioni fino alla F8U-2NE (FN) completata nel 1963.
Già nel 1955 la Vought iniziò il progetto V-401 per un caccia derivato dal Crusader ma nettamente superiore come prestazioni ed armamento. Il nuovo aereo, denominato Vought XF8U-3 Crusader III, era simile al Crusader ma molto più grande e pesante, con motore J75-P-5-A da 13 400 kg di spinta ed armato con tre missili AIM-9 Sidewinder o AIM-7 Sparrow.
Il prototipo compì il primo volo il 2 giugno 1958 dalla base aerea di Edwards con John Konrad ai comandi e nei voli successivi raggiunse Mach 2,6.
Nel dicembre 1958 la US Navy scelse il McDonnell F-4H Phantom II in virtù del fatto che un velivolo bimotore e biposto sarebbe stato più sicuro, più affidabile e meglio gestibile in combattimento con la ripartizione dei compiti tra i due uomini d'equipaggio.
Vennero prodotti cinque F8U-3 Crusader III, passati alla NASA dopo la cancellazione del programma.
L'entrata in servizio del Phantom, superiore per prestazioni ed armamento ma meno agile, portò alla fine dello sviluppo del Crusader.
Tuttavia, poiché il Phantom II non poteva operare dalle portaerei Classe Essex e Classe Midway, la US Navy fu costretta ad ordinare una serie di programmi di ammodernamento per mantenere in servizio il Crusader fino a metà anni settanta.
Sono stati prodotti complessivamente 1 261 F8U Crusader, compresi i tre prototipi, 1 219 per l'US Navy e l'USMC più 42 per l'Aéronavale francese.
A metà anni 60 la Vought usò il Crusader come punto di partenza per il progetto del nuovo aereo d'attacco imbarcato A-7 Corsair II.

### Impiego operativo

#### Stati Uniti
L'F8U entrò in servizio negli squadron da caccia VF della US Navy e VMF dello USMC.
Il primo squadron della US Navy operativo col Crusader fu il VF-32 sulla base di Cecil Field in Florida nel marzo 1957. A fine anno partecipò alla prima crociera operativa nel Mediterraneo sulla USS Saratoga (CV-60). Lo squadron cambiò nome in "Swordsmen" con riferimento alle spade dei crociati.
Il primo squadron operativo col Crusader sulla costa del Pacifico fu il VF-154 sulla base di Moffett Field in California, che cambiò nome in "Grandslammers" in riferimento alla velocità superiore alle mille miglia orarie del nuovo aereo. Successivamente il VF-154 cambiò nuovamente nome in "Black Knights". Il primo squadron dello USMC operativo su Crusader fu il VMF-122 sulla base di San Diego, sempre nel 1957.
Il Crusader fu l'ultimo caccia imbarcato della US Navy progettato come caccia diurno. Fu il primo caccia impiegato per un tempo relativamente lungo dopo una serie di modelli durati in servizio per pochi anni a causa dei progressi velocissimi in campo aeronautico ed avionico degli anni quaranta e cinquanta.
I piloti degli F8U si autodefinivano "Gunfighters" in sfida scherzosa coi piloti degli F4B Phantom II, sprovvisti di cannoni.
Tra luglio ed agosto del 1958 gli F-8C imbarcati sulle portaerei USS Essex (CV-9) e USS Saratoga (CV-60) eseguirono alcune missioni di pattugliamento aereo durante la crisi in Libano.
I ricognitori RF-8A degli squadron VFP-62 e VFP-63 vennero utilizzati durante la Crisi dei missili di Cuba per ricognizioni a bassa quota sui siti missilistici in costruzione. Per queste missioni cinque RF-8A del VFP-62 vennero modificati con l'aggiunta di pinne ventrali e piloni alari per pod ECM.
Il Crusader era un aereo impegnativo da pilotare e a volte pericoloso in appontaggio per problemi di instabilità all'imbardata. Il numero di incidenti era superiore a quello dei contemporanei F4H Phantom II e A4D Skyhawk. In compenso aveva la sorprendente capacità di volare anche con le estremità delle ali ripiegate, come verificato da almeno sette piloti distratti che dopo il lancio riuscirono anche ad appontare, dopo avere sganciato tutti i carichi esterni e scaricato il combustibile per alleggerire l'aereo.
Durante la Guerra del Vietnam i Crusader dell'US Navy furono i primi caccia americani ad affrontare i MiG nordvietnamniti nell'aprile del 1965. All'epoca il Crusader era il più agile tra i caccia americani, quindi il più adatto ai duelli ravvicinati coi Mig.
Il nuovo F4H Phantom II era stato progettato come intercettore ogni tempo per contrastare i bombardieri ed era armato solo con missili; nel progetto l'agilità era stata considerata secondaria rispetto alla capacità di intercettazione a grande distanza. Prima della guerra del Vietnam molti negli USA pensavano che il raggio d'azione dei missili avrebbe reso praticamente impossibile arrivare ad un duello ravvicinato manovrato: i combattimenti sul Vietnam dimostrarono il contrario.
Complessivamente durante la guerra gli F8U abbatterono 16 MiG-17 e tre MiG-21 perdendo tre Crusader. Comunque dei 19 Mig abbattuti dagli F8U risulta che solo per quattro erano stati usati i cannoni, mentre per gli altri i missili Sidewinder.
I Crusader della US Navy vennero impiegati solo da portaerei classe Essex.
I Crusader dell'USMC vennero impiegati solo sul Vietnam del Sud, anche in missioni di appoggio tattico.
Elenco delle vittorie ottenute dai Crusader sui MiG:
| Pilota                    | Squadron | Aereo abbattuto | Data              |
| ------------------------- | -------- | --------------- | ----------------- |
| CDR Harold L. Marr        | VF-211   | MiG-17          | 12 giugno 1966    |
| LT Eugene J. Chancy       | VF-211   | MiG-17          | 21 giugno 1966    |
| LTJG Philip V. Vampatella | VF-211   | MiG-17          | 21 giugno 1966    |
| CDR Richard M. Bellinger  | VF-162   | MiG-21          | 9 ottobre 1966    |
| CDR Marshall O. Wright    | VF-211   | MiG-17          | 1º maggio 1967    |
| CDR Paul H. Speer         | VF-211   | MiG-17          | 19 maggio 1967    |
| LTJG Joseph M. Shea       | VF-211   | MiG-17          | 19 maggio 1967    |
| LCDR Bobby C. Lee         | VF-24    | MiG-17          | 19 maggio 1967    |
| LT Phillip R. Wood        | VF-24    | MiG-17          | 19 maggio 1967    |
| LCDR Marion H. Isaacks    | VF-24    | MiG-17          | 21 luglio 1967    |
| LCDR Robert L. Kirkwood   | VF-24    | MiG-17          | 21 luglio 1967    |
| LCDR Ray G. Hubbard, Jr.  | VF-211   | MiG-17          | 21 luglio 1967    |
| LT Richard E. Wyman       | VF-162   | MiG-17          | 14 dicembre 1967  |
| CDR Lowell R. Myers       | VF-51    | MiG-21          | 26 giugno 1968    |
| LCDR John B. Nichols      | VF-191   | MiG-17          | 9 luglio 1968     |
| CDR Guy Cane              | VF-53    | MiG-17          | 29 luglio 1968    |
| LT Norman K. McCoy, Jr.   | VF-51    | MiG-21          | 1º agosto 1968    |
| LT Anthony J. Nargi       | VF-111   | MiG-17          | 19 settembre 1968 |
| LT Gerald D. Tucker       | VF-211   | MiG-17          | 22 aprile 1972    |

Gli ultimi F-8E appartenenti agli squadron VF-191 e VF-194 imbarcati sulla CV 34 USS Oriskany vennero radiati nel 1976.
Gli ultimi RF-8G appartenenti al VFP-63 vennero radiati nel 1982 e passati alla Naval Reserve che li impiegò negli squadron VFP-206 e VFP-306. Lo squadron VFP-306 venne sciolto nel 1984 ed il VFP-206 il 29 marzo 1987.

#### NASA

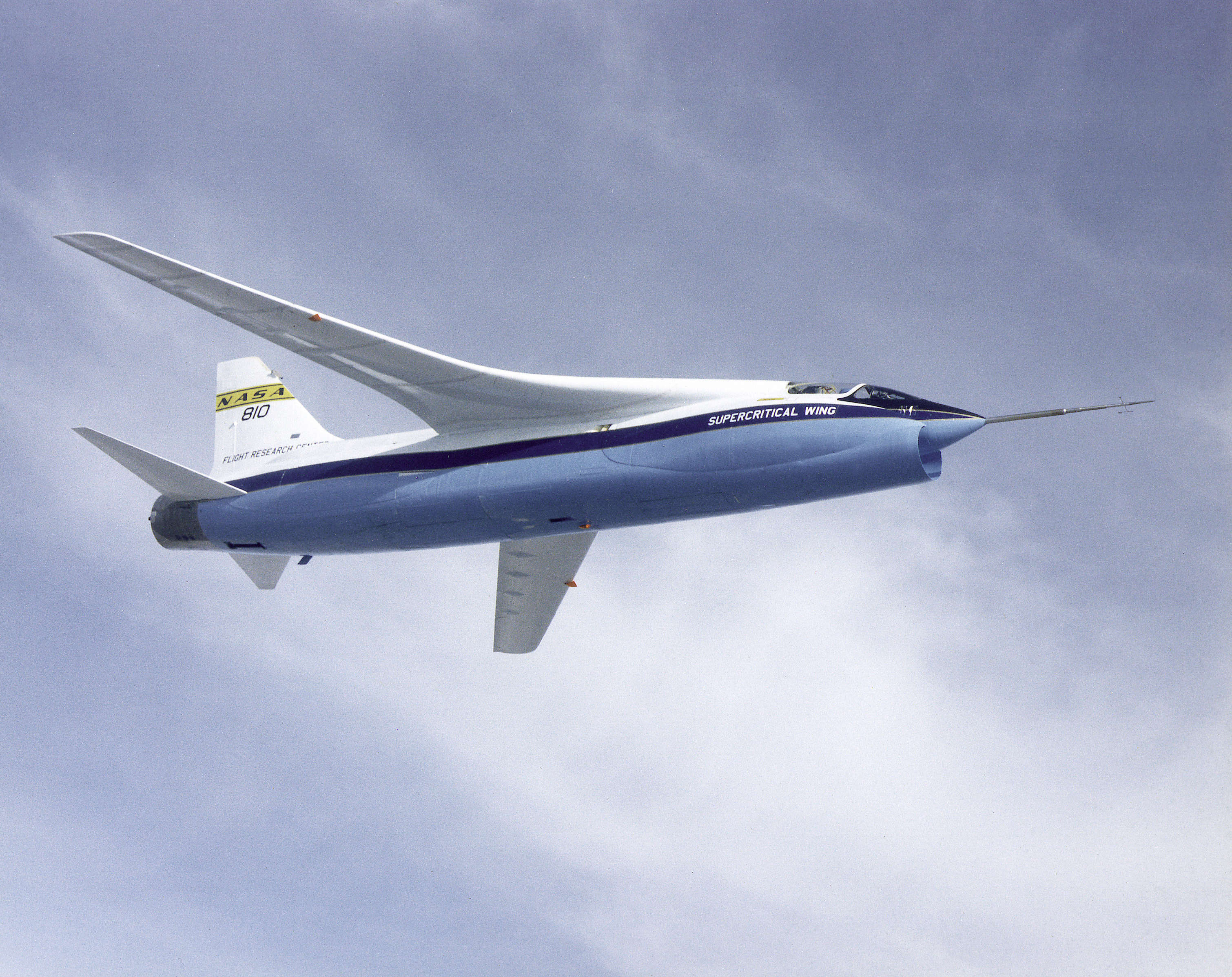
F-8A della NASA, dal quale risultano evidenti i profili alari sperimentali.

Alcuni F-8 vennero impiegati dalla NASA nei primi anni settanta per collaudi di sistemi di comando fly-by-wire e profili alari supercritici.

#### Francia
A fine anni cinquanta l'Aéronavale aveva necessità di un nuovo caccia imbarcato per sostituire gli ormai obsoleti F4U Corsair.
Poiché il Phantom II era troppo grande e pesante per le portaerei francesi Clemenceau e Foch, l'Aéronavale decise di valutare il Crusader. Il 16 marzo 1962 iniziò un'attività di valutazione a bordo della Clemenceau usando due F-8 del VF-32 provenienti dalla USS Saratoga (CV-60)
L'ordine iniziale prevedeva 40 F-8 e sei TF-8, dopo la cancellazione della produzione dei biposto l'ordine venne modificato in 42 caccia.
La flottille 12F venne ricostituita il 15 ottobre 1964 con 12 aerei. Il primo marzo del 1965 la flottille 14F sostituì i Corsair coi nuovi Crusader.
I Crusader della 14F imbarcati sulla Clemenceau parteciparono ad una crociera operativa nell'area di Gibuti nell'ottobre 1974. In una successiva crociera operativa sulla Foch il 7 maggio 1977 due F-8 della 14F incontrarono due MiG-21 sudyemeniti che inizialmente scambiarono per gli F-100 Super Sabre del 4/11 “Jura” dell'Armée de l'air di base a Gibuti che avrebbero dovuto affrontare in una esercitazione. Nessuno sparò ed alla fine tutti gli aerei rientrarono alle proprie basi.
I Crusader dell'Aéronavale eseguirono missioni di scorta ai Super-Étendard impegnati in attacchi al suolo in Libano nel 1983.
Nel 1984 la Foch, con a bordo anche i Crusader della 12F, venne inviata al largo delle coste libiche per l'operazione Mirmillon a scopo intimidatorio a seguito degli atteggiamenti aggressivi del raìs libico, colonnello Gheddafi.

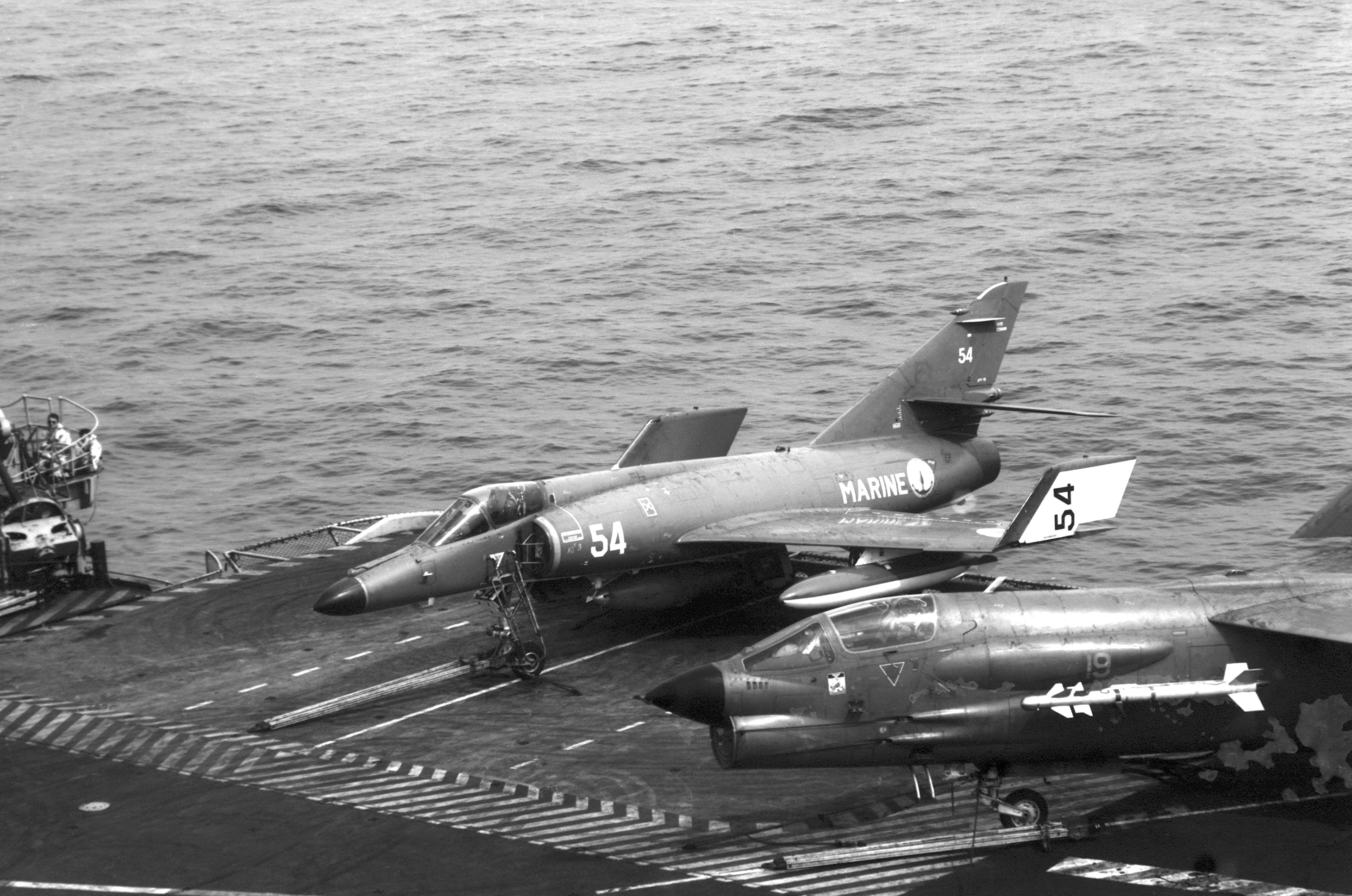
Un F-8E e un SEM sul ponte della Clemenceau.

Successivamente venne inviata nel Golfo Persico come protezione al traffico navale minacciato dalla guerra tra Iran ed Iraq.
Nel 1991 le portaerei francesi tornarono nel Golfo Persico per la prima Guerra del Golfo.
Nel 1991 iniziò un programma di estensione della vita operativa ed aggiornamento avionico per i 17 F-8 ancora in servizio comprendente l'installazione di un radar warning receiver, di un ILS ed un nuovo seggiolino eiettabile. Gli aerei aggiornati vennero risiglati F-8P dove P stava per "Prolonge" (prolungamento).
Nel 1993 iniziarono le crociere operative nell'Adriatico per le operazioni sulla ex-Jugoslavia, terminate nel giugno 1999 con l'operazione Trident sul Kosovo.
Nonostante gli impegni dell'Aéronavale nel Golfo Persico e sui Balcani, non risultano azioni di combattimento per i Crusader francesi.
L'Aéronavale sostituì i Crusader con i Rafale M a fine anni novanta; gli ultimi vennero radiati il 19 dicembre 1999.

#### Filippine
Nel 1977 il governo filippino acquistò 35 F-8H ex-US Navy accantonati alla base USAF di Davis-Monthan in Arizona. Venticinque aerei vennero riportati in condizioni operative dalla Vought mentre gli altri dieci erano fonti di pezzi di ricambio. Gli aerei vennero consegnati a partire dal 1978. Nel contratto era compreso l'addestramento dei piloti filippini negli USA usando il TF-8A.
Gli F-8 vennero ritirati dal servizio nel 1988 e smantellati nel 1991 dopo essere stati gravemente danneggiati dall'eruzione vulcanica del Pinatubo.

## Descrizione tecnica

### Struttura
Lo F8U era un monoreattore monoposto ad ala alta a freccia di 42 gradi, con le estremità pieghevoli per ridurre l'ingombro a bordo delle portaerei.
La fusoliera era stata progettata secondo la regola delle aree e facendo un ampio uso di leghe in titanio.

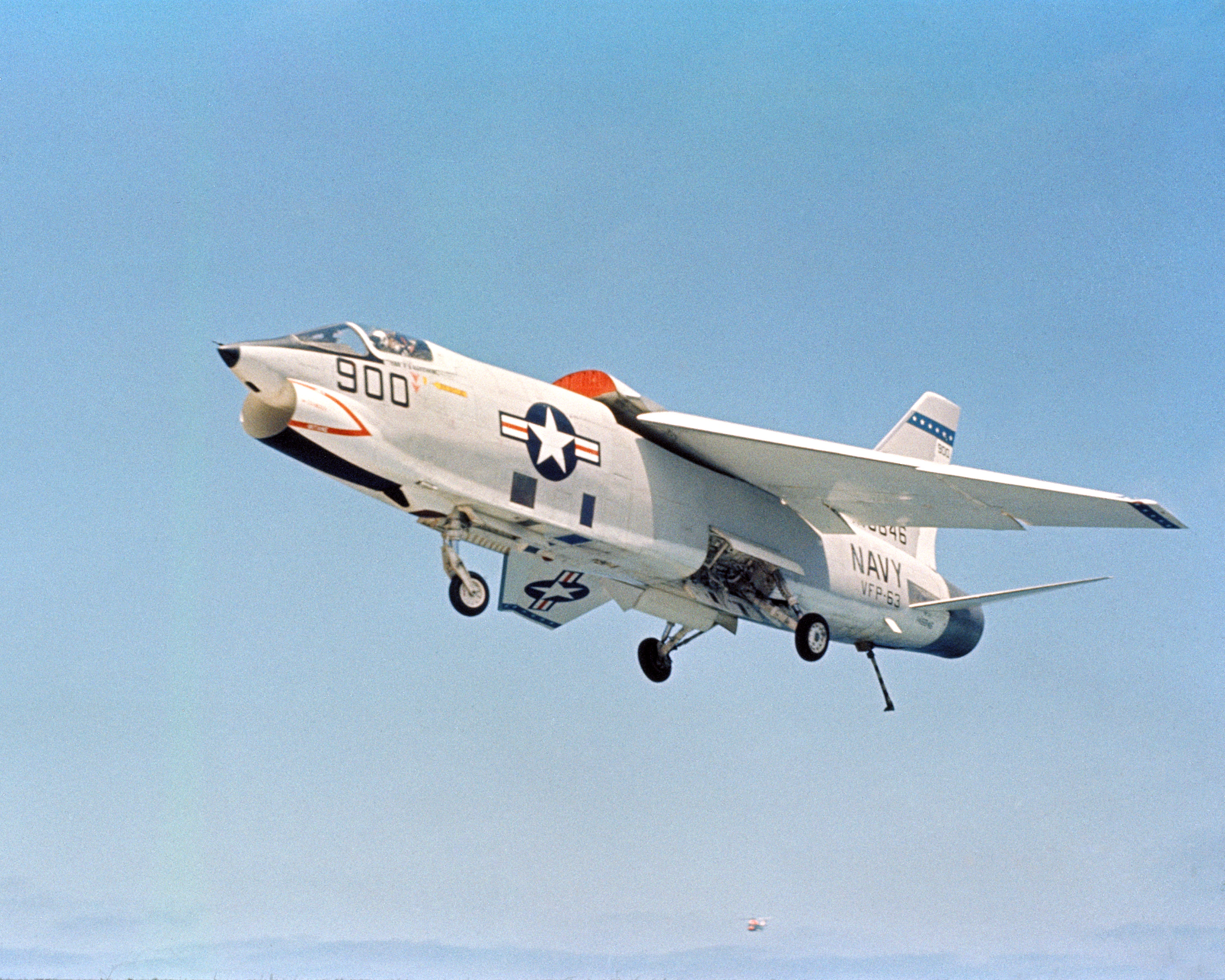
Un Crusader RF-8A in appontaggio mostra l'ala con la massima incidenza

Una caratteristica unica dell'F8U era l'ala ad incidenza variabile. L'ala non era costituita da due semiali fissate alla fusoliera, ma da un'unica ala incernierata alla fusoliera dalla parte posteriore mentre la parte anteriore era fissata ad un pistone idraulico che permetteva di sollevarla. In questo modo era possibile aumentare l'angolo d'incidenza di 7 gradi e quindi la portanza in fase di appontaggio senza variare l'inclinazione della fusoliera permettendo una migliore visibilità al pilota. Questo permetteva agli F8U di operare dalle portaerei classe Essex della seconda guerra mondiale, più piccole e più corte di quelle delle classi successive e quindi modificate per l'impiego dei jet. L'ala dello F8U aveva slat sui bordi d'attacco alari inclinabili di 25 gradi ed ipersostentatori sui bordi d'uscita della parte interna rispetto alle cerniere inclinabili di 30 gradi. Il bordo d'attacco alare aveva un dente in corrispondenza delle cerniere per migliorare la stabilità all'imbardata.
L'impennaggio era di tipo classico con piani di coda interamente mobili.
Il carrello d'atterraggio era triciclo con carrelli principali a ruota singola rientranti in fusoliera e carrello anteriore a ruota singola con aggancio per la catapulta di lancio rientrante nel muso. Questa scelta, all'epoca insolita per un caccia, permise di usare un carrello a gambe relativamente corte e quindi più resistente anche se leggero.
L'F8U era dotato di gancio d'arresto sotto la fusoliera posteriore per l'appontaggio.
L'F8U aveva capacità di rifornimento in volo tramite una sonda retrattile sul lato sinistro della fusoliera.
La cabina del pilota era in posizione molto avanzata per migliorare la visibilità in appontaggio, il seggiolino eiettabile non aveva capacità zero-zero.

### Motore
Il motore era un Pratt & Whitney J57 con postbruciatore con la presa d'aria quasi frontale, sotto al radome.

### Armamento
L'armamento era costituito da quattro cannoni Colt Mk12 da 20 mm con 125 colpi l'uno posti ai lati della presa d'aria, due per lato. Su ogni lato della fusoliera, tra la cabina di pilotaggio ed il bordo d'attacco alare, a metà altezza c'era un lanciatore a rotaia per missili AIM-9 Sidewinder; a partire dalla versione F8U-2 i lanciatori vennero sostituiti con un nuovo modello a forma di Y che permetteva di portare due missili su ogni lato dell'aereo. In fusoliera c'era un lanciatore retrattile estraibile verso il basso per 32 razzi non guidati Mighty Mouse da 70 mm. I razzi non guidati diedero dei problemi per cui non vennero di fatto mai impiegati ed il lanciatore venne eliminato a partire dalla versione F8U-2N. La versione F8U-2NE aveva un pilone sotto ogni ala per carico bellico aria-superficie. Oltre a vari tipi di bombe poteva impiegare missili aria-superficie AGM-12 Bullpup. Per l'installazione dell'avionica necessaria alla guida dei missili venne aggiunta una gobba dorsale facilmente riconoscibile ad occhio nudo.

## Versioni
- F8U-1/F-8A

Prima versione con motori J-57-P-4A da 4 950 kg di spinta a secco, 7 530 kg con postbruciatore a partire dal trentunesimo aereo. L'F8U-1 aveva una velocità massima di Mach 1,5 ed una quota massima di 15 240 m.
L'armamento era costituito da quattro cannoni Colt Mk12 da 20 mm con 125 colpi l'uno posti ai lati della presa d'aria, due per lato. Su ogni lato della fusoliera, tra la cabina di pilotaggio ed il bordo d'attacco alare, a metà altezza c'era un lanciatore a rotaia per missili AIM-9 Sidewinder. In fusoliera c'era un lanciatore retrattile estraibile verso il basso per 32 razzi non guidati Mighty Mouse da 70 mm.
L'F8U-1aveva un sistema di controllo di tiro APG-30 ed un nuovo sedile eiettabile Martin-Baker F5. Il primo volo del primo aereo di serie avvenne il 30 settembre 1955, e le consegne alla US Navy iniziarono nel marzo 1957.
Vennero prodotti 318 aerei di questa versione tra il 1955 ed il 1961.
Con il nuovo sistema di designazione già usato dall'USAF ed imposto alle altre forze armate nel 1962 gli F8U-1 vennero risiglati F-8A.
- F8U-1E/F-8B

Seconda versione con il nuovo radar AN/APS-67.
L'armamento era lo stesso della versione precedente ma il lanciarazzi venne sigillato visto che non ne era previsto l'uso.
Primo volo 3 settembre 1958.
Vennero prodotti 130 aerei di questa versione.
Con il nuovo sistema di designazione gli F8U-1E vennero risiglati F-8B.
- F8U-1P/RF-8A

Versione da ricognizione derivata dall'F8U-1E totalmente priva di armamento con due cineprese orientate in posizione verticale ed una frontale obliqua.
Questa versione aveva piani di coda più piccoli delle altre.
Primo volo 17 dicembre 1957.
Vennero prodotti 144 aerei di questa versione dal 1957 al 1960.
Con il nuovo sistema di designazione gli F8U-1P vennero risiglati RF-8A.
- F8U-2/F-8C

Terza versione con motori J-57-P-16 da 5 900 kg di spinta a secco e 7 670 kg con postbruciatore.
L'F8U-2 aveva una velocità massima di Mach 1,7 ed una quota massima di 12 500 m.
In questa versione venne introdotto un nuovo modello di lanciatore a rotaia a forma di Y che permetteva di portare due missili AIM-9 Sidewinder su ogni lato dell'aereo. Per il resto l'armamento era lo stesso delle versioni precedenti.
In questa versione vennero introdotte due pinne ventrali sotto la fusoliera posteriore per migliorare la stabilità in imbardata, usate poi anche in tutte le versioni successive.
Primo volo del prototipo 22 agosto 1957, il primo aereo di serie compí il primo volo il 20 agosto 1958 con Jim Ovig ai comandi.
Le consegne iniziarono il 4 aprile 1959 al VF-84 sulla base di Oceana in Virginia. Vennero prodotti 187 aerei di questa versione. Con il nuovo sistema di designazione gli F8U-2 vennero risiglati F-8C. A volte questa versione era indicata non ufficialmente come Crusader II.
- F8U-2N/F-8D

Quarta versione con motori J-57-P-20 da 8 170 kg di spinta, che permetteva all'F8U-2N una velocità massima di Mach 1,9.
In questa versione venne introdotto un sensore all'infrarosso della categoria Infra-red search and track (IRST) AN/AAS-15 posto sul muso sopra il radome, contenente il nuovo radar AN/APQ-83.
In questa versione venne eliminato il lanciatore ventrale per i razzi, l'armamento era quindi costituito dai cannoni e dai lanciatori laterali, singoli o a Y, per i missili AIM-9 Sidewinder.
L'eliminazione del lanciarazzi permise di aggiungere un serbatoio di combustibile in fusoliera.
In questa versione venne introdotto un sistema automatico per il mantenimento della velocità in avvicinamento per facilitare l'appontaggio.
Primo volo 16 febbraio 1960. Le consegne iniziarono il primo giugno 1960 al VF-111 "Sundowners". Vennero prodotti 152 aerei di questa versione dal febbraio 1960 al gennaio 1962. Con il nuovo sistema di designazione gli F8U-2N vennero risiglati F-8D.
- F8U-2NE/F-8E

Ultima versione di serie prodotta per l'US Navy e USMC con motori J-57-P-20A da 8.170 kg di spinta ed il nuovo radar AN/APQ-94 in un radome ingrandito.

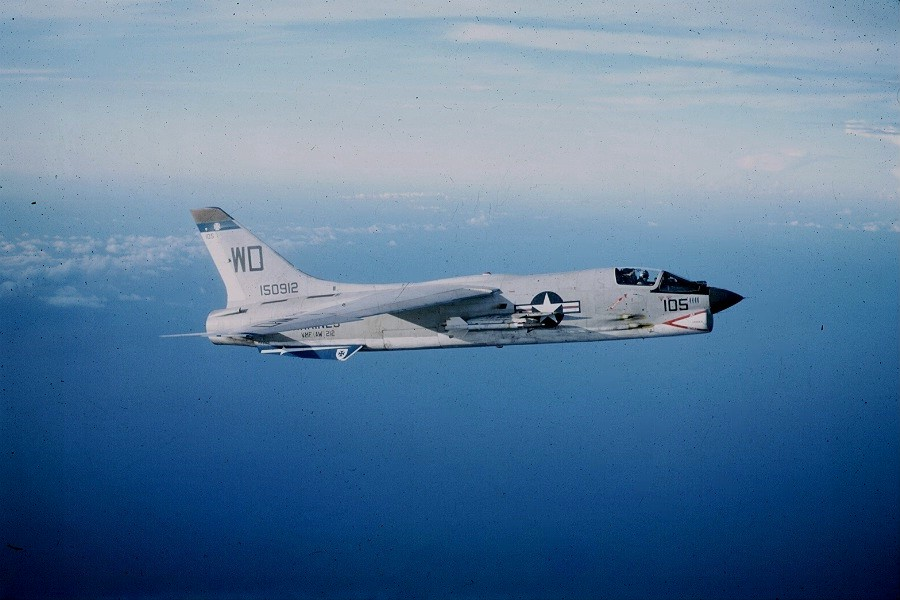
Un F-8E del VMF(AW)-212 nel 1965

Questa versione aveva un pilone sotto ogni ala per serbatoi esterni o carico bellico aria-superficie fino a 2 270 kg. Oltre a vari tipi di bombe poteva impiegare missili aria-superficie AGM-12 Bullpup. Per l'installazione dell'avionica necessaria alla guida dei missili venne aggiunta una gobba dorsale che permette di riconoscere facilmente questa versione. Per l'armamento aria-aria era identico all'F8U-2N. Con il nuovo sistema di designazione gli F8U-2NE vennero risiglati F-8E.
Questa versione aveva un nuovo sedile eiettabile Martin-Baker.
Primo volo del prototipo 30 giugno 1961. Nel 1962 iniziarono le prove sulla CV-59 USS Forrestal e lo stesso anno entrò in servizio. Vennero prodotti 286 aerei di questa versione.
- F8U-2NE/F-8E (FN)

Ultima versione di serie prodotta per l'Aéronavale con l'ultimo esemplare completato nel 1963.
Era simile alla F8U-2NE ma con solo capacità aria-aria, quindi priva di gobba dorsale.
Per permetterne l'impiego dalle portaerei Clemenceau e Foch, più piccole e corte di quelle americane, furono necessarie alcune modifiche perché la velocità di appontaggio di 113 nodi (209,3 km/h) dell'F8U-2NE era eccessiva. Venne introdotto un sistema di controllo dello strato limite, dell'aria veniva spillata dal motore e soffiata sotto le ali aumentando quindi la portanza. Inoltre l'angolo di apertura degli slat ed ipersostentatori venne aumentato a 40 gradi. Tutto questo portò ad una velocità di appontaggio di 90 nodi (166,7 km/h). I piani di coda vennero ingranditi per aumentare la controllabilità dell'aereo in appontaggio.
Su richiesta del cliente i lanciatori laterali potevano montare al posto dei Sidewinder un missile aria-aria Matra Super R.530. Come alternativa ai Sidewinder erano possibili i missili Matra R.550 Magic, praticamente equivalenti.
La maggiore dimensione delle fiamme prodotte dai Matra R530 rese necessaria l'aggiunta di protezioni in titanio per i bordi d'attacco dei piani di coda.
Vennero prodotti 42 esemplari di questa versione.
- F8U-1T/TF-8A

Un F8U-1 venne prima portato allo standard F8U-2NE e poi modificato come prototipo di una versione biposto da addestramento.
La differenza fondamentale era la cabina biposto in tandem, che aveva reso necessario un allungamento della fusoliera di 61 cm, venne inoltre aggiunto un paracadute frenante.
Il sedile posteriore era rialzato di 38 cm rispetto all'anteriore per migliorare la visibilità.
L'armamento era costituito da un cannone Mk12 su ogni alto della presa d'aria più i lanciatori per i Sidewinder.
Primo volo 6 febbraio 1962.
Inizialmente la Royal Navy era interessata ad una versione del TF-8A con motore Rolls-Royce Spey, ma alla fine scelse il Phantom II.
L'Aéronavale era interessata ad acquistare sei F8U-1T, ma la produzione venne cancellata dalla US Navy nel 1964 per motivi di bilancio.
Quest'aereo era a volte definito "Crewsader" o "Twosader".
Con il nuovo sistema di designazione l'F8U-1T venne risiglato TF-8A.
Dopo la cancellazione della produzione di serie il TF-8A venne passato alla NASA.
Nel 1978 venne ripreso in carico dalla US Navy per l'addestramento dei piloti filippini sulla base aerea di Dallas dove andò distrutto in un incidente il 28 luglio 1978.
- F8U-1D/DF-8A

Alcuni F-8U-1 vennero modificati come aerei per il comando a distanza di missili e radiobersagli teleguidati usati in alcuni poligoni per attività di valutazione e collaudo.
- F8U1-KU/QF-8A

Alcuni F-8U-1 vennero modificati come bersagli aerei teleguidati.
- DF-8F

Alcuni F-8U-1 vennero modificati come traino bersagli.
- RF-8G

73 RF-8A aggiornati nell'avionica tra il 1965 ed il 1970.
Sono distinguibili dalle carenature per ECM sulla deriva e dalle pinne ventrali.
Primo volo 31 agosto 1965 con John Engle ai comandi.
Gli ultimi RF-8G vennero radiati dalla US Navy nel 1987.
- F-8H

89 F-8D modificati con struttura e carrello rinforzati, piloni alari per serbatoi esterni o carico bellico aria-superficie fino a 2 270 kg. Avionica aggiornata compresa quella necessaria alla guida dei missili aria-superficie AGM-12 Bullpup per cui venne aggiunta la gobba dorsale.
89 aerei modificati tra il luglio 1967 ed il marzo 1969.
- F-8J

136 F-8E modificati tra il 1968 ed il 1969 con sistema di controllo dello strato limite, angolo di apertura degli slat ed ipersostentatori e piani di coda ingranditi simili a quello degli F-8E (FN).
Sono distinguibili dalle carenature per ECM sulla deriva.
Primo volo 17 luglio 1967 con John Konrad ai comandi.
- F-8K

87 F-8C modificati a partire dal dicembre 1968 e portati allo standard dell'F-8E come motori ed armamento aria-superficie.
- F-8L

61 F-8B modificati a partire dal dicembre 1968 con piloni alari per carichi esterni, non vennero aggiunte le pinne ventrali.
- F-8P

17 F-8E (FN) aggiornati a partire da 1991 con aggiornamenti all'avionica comprendenti l'installazione di un ricevitore radar d'allarme e di un ILS. Venne introdotto un nuovo sedile eiettabile. Sono stati gli ultimi Crusader ritirati dal servizio nel dicembre 1999.

## Utilizzatori
Stati Uniti
- United States Navy
- United States Marine Corps
- NASA

 Francia
- Aéronautique navale

42 F-8E (FN) in servizio dal 1964 al 1999. 17 F-8E (FN) furono aggiornati in F-8P (Prolongé) nell'arsenale di Cuers-Pierrefeu nel 1989, che permise loro di rimanere in servizio fino al 1999, anno del ritiro definitivo.
- - Flottille 12F (03/1965-12/1999)
  - Flottille 14F (03/1965-05/1979)

 Filippine
- Hukbong Himpapawid ng Pilipinas

36 F-8H ex US Navy acquistati alla fine del 1977, venticinque dei quali furono aggiornati dalla Vought mentre i restanti dieci furono utilizzati come pezzi di ricambio. Furono definitivamente ritirati dal servizio nel 1988.

## Livree

### US Navy e Marines

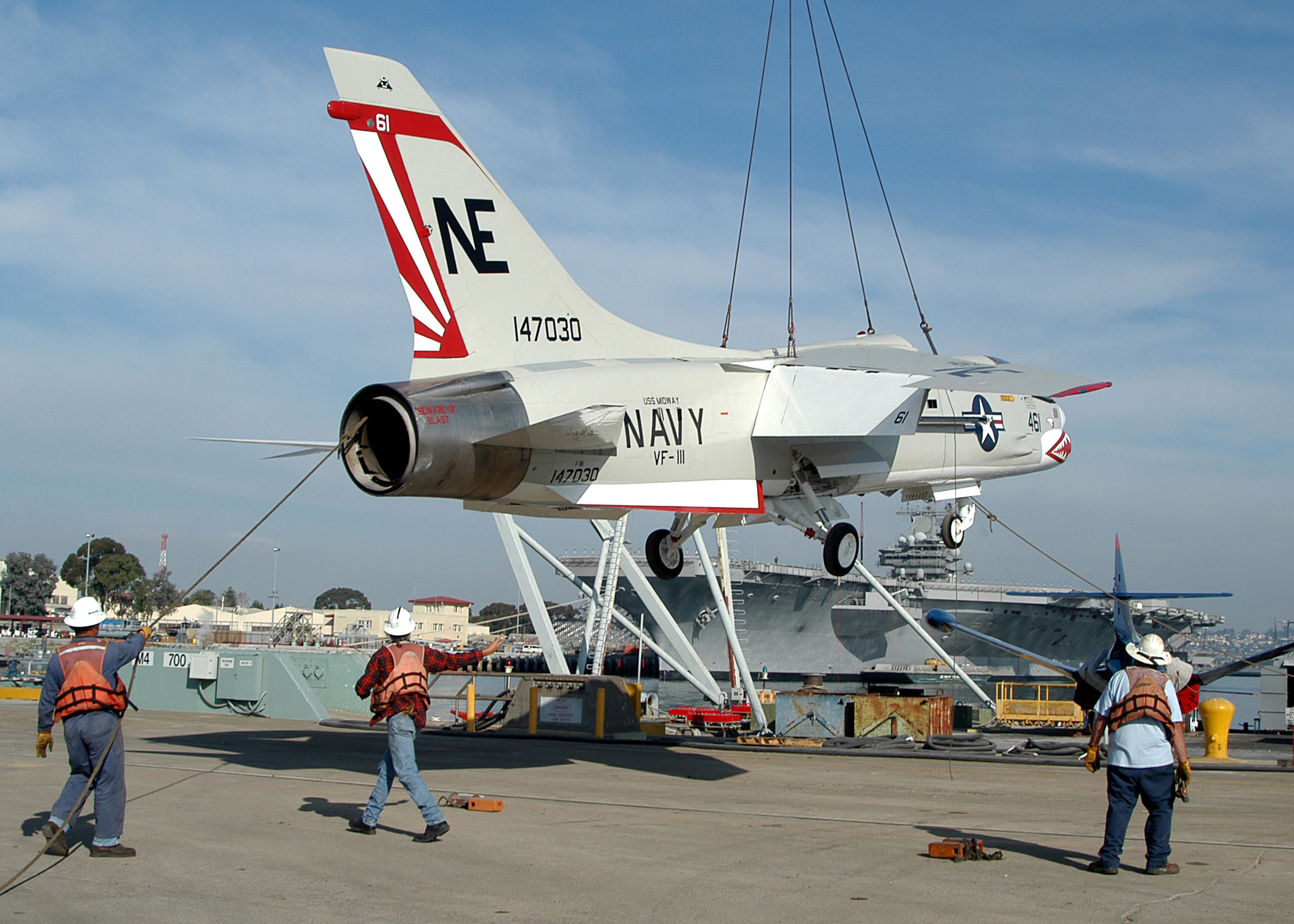
Un F-8K della US Navy issato da una gru. San Diego, 27 dicembre 2005

La colorazione degli F8U era inizialmente quella usata per tutti gli aerei imbarcati con grigio chiaro opaco FS36440 su tutte le superfici superiori e laterali e bianco lucido FS17875 per tutte le superfici inferiori e le superfici mobili di controllo.
Nel 1978 gli aerei vennero ridipinti interamente in grigio chiaro opaco FS36440.
A partire dal 1982 i colori vistosi per le insegne vennero aboliti e sostituiti da varie tonalità di grigio.
Occorre ricordare che spesso gli aerei non vengono ridipinti subito dopo l'emissione di una direttiva ma quando necessario o comodo per attività di revisione o modifiche che causano già il fermo dell'aereo per tempi lunghi.

### Aéronautique navale

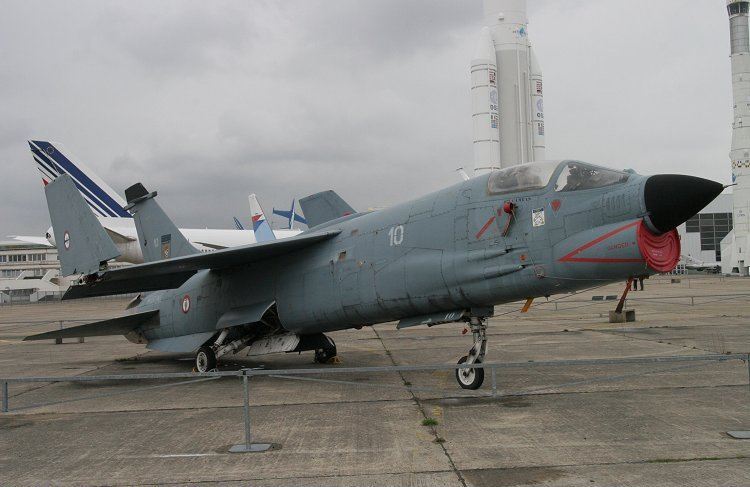
Un F-8P esposto al Musée de l'air et de l'espace.

La colorazione degli F8U era quella usata per tutti gli aerei imbarcati con blu scuro opaco FS35042 su tutte le superfici superiori e laterali e bianco opaco FS37780 per tutte le superfici inferiori.

## Modellismo
- (EN) F-8 Crusader, su Cybermodeler Online, http://www.cybermodeler.com. URL consultato il 29 aprile 2009.

## L'F-8 Crusader nella cultura di massa

### Anime
- Il Vought F-8 Crusader è uno degli aerei pilotati da Shin Kazama, il protagonista dell'anime "Area 88"

### Film
- Thirteen Days: Due RF-8A a vengono inviati a fotografare le installazioni missilistiche sovietiche a Cuba.